# Lil’ Beethoven
Lil' Beethoven (с англ. — «Маленький Бетховен») — девятнадцатый студийный альбом калифорнийской группы «Sparks». Выпущен в 2002 году.

## Об альбоме

### Звук
К 2002 году «Sparks» выпустили 18 студийных альбомов, причём последние семь из них стилистически относились к синт-попу. «Balls» (2000) остался практически незамеченным критикой и слушателями.
В «Lil' Beethoven» братья Мэйл переломили эту тенденцию: стилистика альбома испытывает влияние классической традиции, активно используются фортепьянные и оркестровые аранжировки. Открывающий трек «The Rhythm Thief» служит предисловием к альбому: в нём повторяются слова Say goodbye to the beat («Попрощайтесь с битом»). Всего в одной песне используется электрогитара — это предпоследний трек «Ugly Guys With Beautiful Girls».
Альбом отмечен влиянием минимализма в текстах: так, трек «My Baby’s Taking Me Home» содержит только название песни, повторённое более ста раз, и одну небольшую интерлюдию.

### Релиз
Альбом вызвал положительную реакцию критики. Одобрительные отзывы дали Allmusic и Rolling Stone; журнал Record Collector назвал «Lil' Beethoven» одним из лучших альбомов 2002 года, а позднее — даже одним из лучших альбомов, когда-либо выпущенных.
Тем не менее, вышедший лишь ограниченным тиражом альбом не попал в чарты США, Великобритании и Германии. Успеха не добился и сингл «Suburban Homeboy». В 2004 году были выпущены LP и специальное издание на CD с тремя бонус-треками и клипом на открывающую песню. В тот же год вышел концертный DVD, записанный в Стокгольме, где «Sparks» последовательно исполнили все песни с «Lil' Beethoven» (и несколько старых хитов в дополнение).

## Список композиций
Все песни написаны Роном и Расселом Мэйлами.
| №  | Название                                   | Длительность |
| -- | ------------------------------------------ | ------------ |
| 1. | «The Rhythm Thief»                         | 5:18         |
| 2. | «How Do I Get To Carnegie Hall?»           | 3:50         |
| 3. | «What Are All These Bands So Angry About?» | 3:32         |
| 4. | «I Married Myself»                         | 4:59         |
| 5. | «Ride 'Em Cowboy»                          | 4:20         |

| №  | Название                                         | Длительность |
| -- | ------------------------------------------------ | ------------ |
| 6. | «My Baby's Taking Me Home»                       | 4:42         |
| 7. | «Your Call's Very Important To Us. Please Hold.» | 4:11         |
| 8. | «Ugly Guys With Beautiful Girls»                 | 7:06         |
| 9. | «Suburban Homeboy»                               | 2:58         |

### Специальное издание
| №   | Название                                                            | Длительность |
| --- | ------------------------------------------------------------------- | ------------ |
| 1.  | «The Rhythm Thief»                                                  | 5:18         |
| 2.  | «How Do I Get To Carnegie Hall?»                                    | 3:50         |
| 3.  | «What Are All These Bands So Angry About?»                          | 3:32         |
| 4.  | «I Married Myself»                                                  | 4:59         |
| 5.  | «Ride 'Em Cowboy»                                                   | 4:20         |
| 6.  | «My Baby's Taking Me Home»                                          | 4:42         |
| 7.  | «Your Call's Very Important To Us. Please Hold.»                    | 4:11         |
| 8.  | «Ugly Guys With Beautiful Girls»                                    | 7:06         |
| 9.  | «Suburban Homeboy»                                                  | 2:58         |
| 10. | «The Legend Of Lil' Beethoven»                                      | 2:06         |
| 11. | «Wunderbar»                                                         | 3:54         |
| 12. | «The Rhythm Thief (Instrumental Version)»                           | 5:24         |
| 13. | «The Rhythm Thief» (Видео)                                          |              |
| 14. | «Inspiration Behind Lil' Beethoven: "Fear Of A Blank Page"» (Видео) |              |
| 15. | «Lil' Beethoven Screen Saver» (Скринсейвер)                         |              |

## Участники записи
- Рассел Мэйл — вокал, программирование
- Рон Мэйл — клавишные, оркестровка, программирование
- Тэмми Гловер — ударные
- Дин Мента — гитара
- Джон Томас — монтаж
- Гюнтер Кох — вокал в «Wunderbar»